# Stensjön (Tingsås socken, Småland)
Stensjön är en sjö i Ronneby kommun och Tingsryds kommun i Småland och ingår i Bräkneåns huvudavrinningsområde. Sjön är 8,8 meter djup, har en yta på 0,155 kvadratkilometer och befinner sig 115,1 meter över havet.

## Delavrinningsområde
Stensjön ingår i det delavrinningsområde (625436-145078) som SMHI kallar för Ovan Lillån. Medelhöjden är 121 meter över havet och ytan är 56,67 kvadratkilometer. Räknas de 10 avrinningsområdena uppströms in blir den ackumulerade arean 307,64 kvadratkilometer. Avrinningsområdets utflöde Bräkneån mynnar i havet. Avrinningsområdet består mestadels av skog (84 %). Avrinningsområdet har 1,8 kvadratkilometer vattenytor vilket ger det en sjöprocent på 3,2 %.